# سند سوم بازل
بال ۳ یا بازل۳ یا سند سوم بازل (به انگلیسی: Basel III به  فرانسوی: Bâle III) سومین توافقنامه بازل است، که در چارچوب آن استانداردهای بین‌المللی برای کفایت سرمایه بانک، آزمون تنش و الزامات نقدشوندگی تعیین می‌شوند. که با تقویت و جایگزینی بخش‌هایی از استانداردهای سند دوم بازل، در پاسخ به کاستی‌های مقررات مالی که توسط بحران مالی ۲۰۰۸–۲۰۰۷ آشکار شد، گسترش پیدا کرد و در صدد آن است که با افزایش حداقل سرمایه مورد نیاز، نگهداری دارایی‌های نقدی با توان نقدشوندگی بالا و کاهش قدرت اعمال نفوذ بانک‌ها، الزامات سرمایه‌ای بانک‌ها را تقویت کرده و بهبود ببخشد.
بازل ۳ توسط کمیته نظارت بر بانکداری بازل در نوامبر ۲۰۱۰ منتشر شد و قرار بود از سال ۲۰۱۳ تا ۲۰۱۵ معرفی شود. با این حال، در پی دنیاگیری کووید-۱۹، اجرای آن به‌طور مکرر تا ۱ ژانویه ۲۰۲۲ و سپس تا ۱ ژانویه ۲۰۲۳ به تعویق افتاد.
استانداردهای جدیدی که در ژانویه ۲۰۲۳ اجرایی خواهند شد شامل بازبینی بنیادی دفتر معاملاتی و بازل ۳٫۱: نهایی کردن اصلاحات پس از بحران، که گاهی اوقات به عنوان سند چهارم بازل شناخته می‌شوند. با این حال، دبیرکل کمیته بازل در یک سخنرانی در سال ۲۰۱۶ گفت که او معتقد است تغییرات به اندازه کافی چشمگیر و اساسی نیست که بخواهد چنین عنوانی را تضمین نماید و تنها توافقات سه‌گانه به کمیته بازل منسوب هستند.

## بررسی کلی
هدف سند سوم بازل تقویت الزامات استانداردهای نظارتی سند دوم بازل برای بانک‌ها است. این سند علاوه بر افزایش الزامات سرمایه‌ای، الزامات مربوط به دارایی‌های نقدی و ثبات تأمین مالی را معرفی می‌کند و از این طریق به دنبال کاهش ریسک بحران‌های بانکداری است.

## اصول اساسی

### سرمایه مورد نیاز برای سرمایه عادی لایه ۱
قانون اولیه سند سوم بازل از سال ۲۰۱۰ بانک‌ها را ملزم می‌کرد تا نسبت سرمایه عادی لایه ۱ همواره حداقل به میزان ۴٫۵ درصد (از ۲ درصد در سند دوم بازل) از دارایی‌های موزون شده به ریسک باشد. از سال ۲۰۱۵، حداقل نسبت ۴٫۵ درصد سرمایه عادی لایه ۱ باید همیشه توسط بانک حفظ شود. این نسبت به صورت زیر محاسبه می‌شود:
{\displaystyle {\frac {\mbox{CET1}}{\mbox{RWAs}}}\geq 4.5\%}
نسبت سرمایه لایه ۱ از ۴ درصد در سند دوم بازل، به ۶ درصد در بازل ۳ افزایش می‌یابد. که در سال ۲۰۱۵ نسبت به دارایی‌های موزون شده به ریسک اعمال می‌شود. این ۶ درصد از ۴٫۵ درصد سرمایه عادی لایه ۱، به علاوه ۱٫۵ درصد سرمایه اضافی لایه ۱ تشکیل شده‌است.
سرمایه عادی لایه ۱ شامل حقوق صاحبان سهام (شامل سود حسابرسی شده)، منهای کسر اندوخته حسابداری است که تصور می‌شود در این دوره جذب‌کننده زیان نیست، و شامل سرقفلی و سایر دارایی‌های نامشهود است. برای جلوگیری از احتمال شمارش دوباره سرمایه در اقتصاد، دارایی بانک از سهام سایر بانک‌ها نیز کسر می‌شود.
علاوه بر این، سند سوم بازل، دو سپر سرمایه‌ای را معرفی کرد:
- اولی، سپر حفاظت از سرمایه است که عمل به آن اجباری بوده و معادل ۲٫۵ درصد از دارایی‌های موزون شده به ریسک می‌باشد که از سال ۲۰۱۷ به مرحله اجرا درآمده و از سال ۲۰۱۹ به‌طور کامل قابل اجرا است.
- دومی، سپر سرمایه‌ای ضد دوره‌ای است و عمل به آن اختیاری بوده و به قانون‌گذاران داخلی اجازه می‌دهد تا ۲٫۵ درصد دارایی‌های موزون شده به ریسک اضافی را به عنوان سرمایه در دوره‌های رشد اعتباری بالا درخواست کنند. که باید توسط سرمایه عادی لایه ۱ برآورده شود.

### نسبت اهرمی
سند سوم بازل، حداقل نسبت اهرمی را از سال ۲۰۱۸ بر اساس تعریف اهرمی که در سال ۲۰۱۴ منتشر شد، معرفی کرد. تعریف اصلاح‌شده و یک سپر محافظتی برای موسسات مالی مهم سیستمی، از سال ۲۰۲۳ اثرگذار خواهند بود.
این نسبت با تقسیم سرمایه لایه ۱ بر میزان قرار گرفتن در معرض سطح اهرمی بانک محاسبه می‌شود. سطح اهرمی، مجموع مواجهه‌های همه دارایی‌های موجود در ترازنامه، مشتقات، معاملات اوراق بهادار برای تأمین مالی و عوامل تبدیل دارایی برون ترازنامه‌ای است. این نسبت به عنوان پشتوانه‌ای برای معیارهای سرمایه که مبتنی بر ریسک هستند عمل می‌کند. انتظار می‌رود بانک‌ها مطابق سند سوم بازل نسبت اهرمی بیش از ۳ درصد را حفظ نمایند.
{\displaystyle {\frac {\mbox{Tier 1 Capital}}{\mbox{Total exposure}}}\geq 3\%}
برای وام‌دهندگان وام مسکن عادی، که دارایی‌هایی با ریسک کم پذیره‌نویسی می‌کنند، نسبت اهرمی اغلب بر اساس معیار سرمایه الزام‌آور است.
در سال ۲۰۱۳، فدرال رزرو ایالات متحده اعلام کرد که حداقل نسبت اهرمی مطابق سند سوم بازل برای هشت بانک مؤسسه مالی مهم سیستمی ۵ درصد و برای شرکت‌های مادرتخصصی بیمه بانکی آنها ۶ درصد خواهد بود. در اتحادیه اروپا، در حالی که بانک‌ها از سال ۲۰۱۵ ملزم به افشای نسبت اهرمی خود هستند، اما این موضوع به عنوان مقرره الزام‌آور هنوز اجرا نشده‌است. بریتانیا نظام نسبت اهرمی خود را با مقرره حداقل الزام‌آور برای بانک‌هایی با سپرده‌های بیش از ۵۰ میلیارد پوند، به میزان ۳٫۲۵ درصد اعمال می‌کند. این حداقل بالاتر، نشان‌دهنده رفتار متفاوت مرجع مقررات محتاطانه انگلستان (PRA) با نسبت اهرمی است که ذخایر بانک مرکزی را در معرض قرارگیری کامل محاسبه نمی‌کند.

### الزامات نقدینگی
سند سوم بازل دو نسبت ضروری نقدینگی و تأمین مالی را معرفی کرد:
- نسبت پوشش نقدینگی، که بانک‌ها را ملزم می‌کند تا دارایی‌های نقدی با کیفیت کافی برای پوشش کل جریان‌های نقدی خالص خود در طول ۳۰ روز و تحت یک سناریوی تنش شدید نگه دارند. این نسب از نظر ریاضیاتی به شکل زیر بیان می‌شود:

{\displaystyle LCR={\frac {\mbox{High quality liquid assets}}{\mbox{Total net liquidity outflows over 30 days}}}\geq 100\%}
- نسبت خالص تأمین مالی پایدار بانک‌ها را ملزم می‌کند که منابع مالی باثبات کافی برای بیشتر از مقدار لازم برای تأمین مالی پایدار در یک دوره یک ساله تنش طولانی داشته باشند.[۱۴]

#### الزامات نسبت پوشش نقدینگی بازل، نسخه ایالات متحده
در سال ۲۰۱۳، شورای حکام فدرال رزرو یک پیشنهاد بین سازمانی را در جهت نسخه ایالات متحده از نسبت پوشش نقدینگی کمیته بازل تصویب کرد. این نسبت برای برخی از سازمان‌های بانکی ایالات متحده و سایر مؤسسات مالی مهم سیستمی اعمال می‌شود.
نسبت پوشش نقدینگی پیشنهادی ایالات متحده به به خصوص برای شرکت‌های بزرگتر مادرتخصصی بانکی به‌طور قابل توجهی از نسخه کمیته نظارت بر بانکداری بازل سخت‌تر بود. این پیشنهاد، مؤسسات مالی و شرکت‌های مالی غیربانکی تعیین‌شده از شورای نظارت بر ثبات مالی را ملزم می‌کند که دارای ذخایر کافی از دارایی‌های نقد با کیفیت بالا باشند که می‌تواند به سرعت برای رفع نیازهای نقدینگی در مدت زمان کوتاهی تسویه شود.
نسبت پوشش نقدینگی از دو بخش تشکیل شده‌است یکی در صورت کسر مقدار دارایی‌های نقد با کیفیت بالا قرار گرفته و مخرج کسر شامل کل جریان‌های نقدی خالص در یک دوره تنش مشخص است که برابر کل جریان‌های نقدی مورد انتظار خروجی منهای کل جریان‌های نقدی مورد انتظار ورودی است.
نسبت پوشش نقدینگی برای عملکرد بانکی ایالات متحده با موجودی بیش از ۱۰ میلیارد دلار اعمال می‌شود. این پیشنهاد مستلزم موارد زیر است:
- شرکت‌های مادرتخصصی بانکی بزرگ که دارایی‌های تلفیقی بیش از ۲۵۰ میلیارد دلار دارند یا در معرض خارجی در یک ترازنامه قرار دارند، مؤسسات مالی غیربانکی مؤسسات مالی مهم سیستمی[۱۷] باید توان نگهداری دارایی‌های نقد با کیفیت بالای کافی برای پوشش ۳۰ روز فعالیت خالص خروجی وجه نقد را داشته باشند. این مقدار بر اساس میزان اوج مقدار تجمعی در دوره ۳۰ روزه تعیین می‌شود.[۱۵]
- شرکت‌های منطقه‌ای که دارایی آن‌ها بین ۵۰ تا ۲۵۰ میلیارد دلار است. فقط در سطح شرکت‌های مادرتخصصی بانکی تحت نسبت پوشش نقدینگی تغییر یافته خواهند بود. پوشش نقدینگی اصلاح‌شده، شرکت‌های منطقه‌ای را ملزم می‌کند که دارایی‌های نقد با کیفیت کافی برای پوشش ۲۱ روز فعالیت خالص خروجی وجه نقد را داشته باشند. پارامترهای خالص خروجی وجه نقد ۷۰ درصد از پارامترهایی است که برای مؤسسات بزرگتر اعمال می‌شود و الزامی برای محاسبه حداکثر جریان خروجی تجمعی وجود ندارد.[۱۸]
- موسسات بانکی کوچکتر از ۵۰ میلیارد دلار، مشمول چارچوب نظارت کیفی غالب باقی خواهند ماند.[۱۹]

نسخه پیشنهادی ایالات متحده دارایی‌های نقد با کیفیت واجد شرایط را به سه دسته سطح ۱، سطح A ۲ و سطح B ۲ تقسیم می‌کند. در بین دسته‌ها، ترکیب دارایی‌های سطح A ۲ و B ۲ نمی‌تواند بیشتر از۴۰ درصد دارایی‌های نقد با کیفیت بشود. و دارایی‌های B ۲ محدود به حداکثر ۱۵ درصد از دارایی‌های نقد با کیفیت می‌باشند.
- سطح ۱ نمایانگر دارایی‌هایی است که نقدشوندگی بالایی دارند که معمولاً دارایی‌هایی را شامل می‌شود که بر اساس رویکرد استاندارد سند سوم بازل برای سرمایه، ریسک صفر درصد دارند و دچار کاهش ارزش نمی‌شوند. قابل ذکر است که فدرال رزرو تصمیم گرفت اوراق بهادار منتشر شده توسط شرکت‌های تحت حمایت دولت را با وجود لابی‌های صنعتی، در سطح ۱ قرار ندهد، زیرا این اوراق با اعتماد و اعتبار کامل توسط دولت ایالات متحده تضمین نمی‌شود.
- دارایی‌های سطح اA ۱ عموماً شامل دارایی‌هایی می‌شوند که با توجه به سند سوم بازل، تحت ریسک ۲۰ درصد قرار می‌گیرند و شامل دارایی‌هایی مانند اوراق بهادار منتشر شده توسط شرکت‌های تحت حمایت دولت و تضمین‌شده هستند. این دارایی‌ها مشمول کاهش ارزش ۱۵ درصدی می‌شوند که تا حدودی با آن‌ها مشابه با اوراق بهادار تحت نظر کمیته نظارت بر بانکداری بازل رفتار می‌شود.
- دارایی‌های سطح B 2 شامل  اوراق مشارکت و اوراق بهادار سهام است و مشمول کاهش ارزش ۵۰ درصدی هستند. نسخه کمیته نظارت بر بانکداری بازل و ایالات متحده با سهام به روشی مشابه برخورد می‌کند، اما اوراق مشارکت تحت نسخه کمیته نظارت بر بانکداری بازل بر خلاف پیشنهاد ایالات متحده، بر اساس رتبه‌بندی اعتباری عمومی بین A ۲ و B ۲ تقسیم می‌شود. این نحوه برخورد با اوراق مشارکت تأثیر مستقیم بخش ۹۳۹ قانون داد–فرانک است که ارجاعات به رتبه‌بندی اعتباری را حذف می‌کند و نشان‌دهنده رویکرد محافظه‌کارانه‌تر قانون‌گذاران ایالات متحده به پوشش نقدینگی است.

این طرح پیشنهادی مستلزم آن است که نسبت پوشش نقدینگی حداقل برابر یا بیشتر از ۱٫۰ باشد که شامل یک دوره انتقال چندین ساله است که به این شکل خواهد که ۱ ژانویه ۲۰۱۵، هشتاد درصد انطباق رخ خواهد داد، از ۱ ژانویه ۲۰۱۶، نود درصد انطباق رخ خواهد داد و نهایتاً از ۱ ژانویه ۲۰۱۷، صددرصد انطباق رخ خواهد داد.

### ریسک طرف مقابل معامله
چارچوبی جدید برای قرار گرفتن در برابر اتاق‌های پایاپای دوطرفه مرکزی در سال ۲۰۱۷ معرفی شد.
رویکرد استاندارد شده برای ریسک اعتباری طرف مقابل، که جایگزین روش مواجهه قبلی شد، در سال ۲۰۱۷ اجرایی شد. این روش برای اندازه‌گیری قرارگرفتن در معرض احتمالی معاملات آتی مشتقات در اندازه‌گیری سطح اهرمی و محاسبات دارایی موزون شده به ریسک غیرمدل شده استفاده می‌شود.

### سرمایه‌گذاری در سهام سرمایه
الزامات سرمایه برای تأمین سرمایه‌گذاری در سهام سرمایه در سال ۲۰۱۷ معرفی شد.

### تسهیلات و تعهدات کلان
چارچوبی برای محدود کردن تسهیلات و تعهدات کلان با طرف‌های خارجی و داخلی در سال ۲۰۱۸ اجرا شد.

### بهادارسازی
چارچوب تجدیدنظر شده بهادارسازی معرفی شد که در سال ۲۰۱۸ اجرایی شد.

### دفتر بانکی
قوانین جدید ریسک نرخ بهره در دفتر بانکی از سال ۲۰۱۸ اجرایی شد.

### ریسک بازار: بررسی بنیادین دفتر معاملاتی
پس از بررسی بنیادی دفتر معاملات، حداقل الزامات سرمایه‌ای برای ریسک بازار در دفتر معاملات بر اساس رویکرد حساس‌تر استانداردشده یا تأیید مدل داخلی (IMA) برای اندازه‌گیری کسری مورد انتظار خواهد بود، در حالی بر اساس سند دوم بازل، حداقل الزامات سرمایه‌ای برای ریسک بازار در دفتر معاملات بر اساس ارزش در معرض ریسک بود. نهاد نظارتی کمیته بازل، گروه روسای بانک مرکزی و روسای نظارت، در دسامبر ۲۰۱۷ اعلام کردند که تاریخ اجرای این اصلاحات، که در ابتدا قرار بود در سال ۲۰۱۹ اجرایی شود، به ۱ ژانویه ۲۰۲۲ به تعویق افتاد. تاریخ اجرا دوباره در در مارس ۲۰۲۰، به ۱ ژانویه ۲۰۲۳ به تعویق افتاد.

### بازل ۳٫۱: نهایی کردن اصلاحات پس از بحران
استانداردهای بازل ۳٫۱ که در سال ۲۰۱۷ منتشر شد اصلاحات بیشتری در شش زمینه‌ی، رویکرد استاندارد شده برای ریسک اعتباری، رویکرد مبتنی بر رتبه‌بندی داخلی برای ریسک اعتباری، خطر تعدیل ارزش اعتباری، ریسک عملیاتی، خروجی پایه و نسبت اهرمی می‌شوند. در مارس ۲۰۲۰ اعلام شد که تاریخ اجرای این اصلاحات که در ابتدا قرار بود در ابتدای سال ۲۰۲۲ اجرایی شوند، به ۱ ژانویه ۲۰۲۳ به تعویق افتاد.

## اجرا

### خلاصه تغییرات پیشنهادی اولیه (سال ۲۰۱۰) به نقل از کمیته نظارت بر بانکداری بازل
- در وهله اول کیفیت، ثبات و شفافیت سرمایه پایه مورد توجه است.
  - سرمایه لایه ۱: شکل غالب سرمایه لایه ۱ باید سهام عادی و سود انباشته باشد. این امر مشمول کسورات احتیاطی از جمله سرقفلی و دارایی‌های نامشهود است.
  - سرمایه لایه ۲: نوعی سرمایه تکمیلی است، با این وجود، با ابزارها هماهنگ خواهند شد.
  - سرمایه لایه ۳ حذف خواهد شد.[۲۵]
- دوم، پوشش ریسک چارچوب سرمایه تقویت خواهد شد.
  - توسعه و بهبود مدیریت یکپارچه‌تر ریسک اعتباری بازار و طرف مقابل
  - اضافه شدن تعدیل ارزش اعتباری ریسک ناشی از بدتر شدن رتبه اعتباری طرف مقابل
  - تقویت الزامات سرمایه‌ای برای محدوه خطر اعتباری ناشی از ابزار مشتقه بانک‌های طرف مقابل، ریپو و معاملات تأمین مالی اوراق بهادار
  - کاهش موارد دوره‌ای
  - افزایش سپرهای محافظ سرمایه‌ای که پشتیبان افشا هستند
  - ارائه مشوق‌های بیشتر برای انتقال قراردادهای مشتقه فرابورس به طرف‌های مرکزی واجد شرایط که احتمالاً اتاق‌های پایاپای می‌باشند، در حال حاضر کمیته بازل اعلام کرده‌است که مشتقات تسویه شده با شریک مرکزی واجدشرایط دارای ریسک ۲ درصد هستند. (این قانون تا کنون در ایالات متحده آمریکا نهایی نشده‌است)
  - ایجاد انگیزه برای تقویت مدیریت ریسک محدوده خطر اعتباری طرف مقابل
  - افزایش استانداردهای مدیریت ریسک اعتباری طرف مقابل با گنجاندن ریسک نادرست (WWR)
- سوم، نسبت اهرمی به عنوان یک معیار تکمیلی برای چارچوب مبتنی بر ریسک سند دوم بازل معرفی خواهد شد.
  - برای دستیابی به این مهم، اهداف زیر در نظر گرفته شده‌است:
    - ایجاد سطح اهرمی در بخش بانکی
    - معرفی محافظت‌های ثانویه در برابر ریسک در مدل و خطای اندازه‌گیری با تکمیل معیار ریسک ساده‌تری که مبتنی بر ارائه ناخالص است.
- چهارم، مجموعه‌ای از اقدامات برای توسعه و بهبود ایجاد سپرهای سرمایه‌ای در زمان‌های مناسب معرفی شده‌اند که می‌توان در دوره‌های تنش از آن استفاده کرد (کاهش موارد دوره‌ای و ارتقای سپرهای ضد دوره‌ای)
  - اقدامات برای رسیدگی به موارد دوره‌ای:
    - کاهش بیش از حد چرخه‌مندی الزامات سرمایه‌ای
    - توسعه و بهبود مقرراتی با آینده‌نگری بیشتر
    - نگهداری و حفظ سرمایه برای ایجاد سپر در بانک‌ها و بخش بانکی که می‌تواند در شرایط تنش مورد استفاده واقع شود.

  - دستیابی به یک هدف کلان احتیاطی گسترده‌تر جهت محافظت از بخش بانکی در برابر دوره‌های با رشد مازد اعتبار
    - لزوم استفاده از افق داده‌های بلند مدت برای تخمین احتمالات نکول
    - اجبار برآوردهای زیان نزولی با فرض نکول، که در سند دوم بازل توصیه شده‌است.
    - درجه‌بندی بهبود یافته توابع ریسک، که تخمین زیان را به نیازهای سرمایه نظارتی تبدیل کند.
    - لزوم انجام آزمون تنش توسط بانک که شامل افزایش اختلاف بازده در سناریوهای رکودی است.

  - توسعه و بهبود شیوه‌های تأمین ذخیره قوی‌تر (تأمین ذخیره آینده‌نگر)
    - حمایت از تغییر در استانداردهای حسابداری و گزارشگری مالی به سمت رویکرد زیان قابل پیش‌بینی[۲۶]
- پنجم، یک استاندارد جهانی حداقل نقدینگی برای بانک‌های فعال بین‌المللی معرفی شده‌است که شامل یک نسبت پوشش نقدینگی ۳۰ روزه است که بر اساس یک نسبت ساختاری نقدینگی بلندمدت به نام نسبت خالص تأمین مالی پایدار است. در ژانویه ۲۰۱۲، کمیته بازل بیانیه‌ای صادر کرد و طی آن اعلام کرد که قانون‌گذاران به بانک‌ها اجازه خواهند داد که در طول دوره‌های تنش، به کمتر از سطح نقدینگی مورد نیاز خود یعنی نسبت پوشش نقدینگی افت کنند.[۲۷]
- این کمیته همچنین در حال بررسی نیاز به سرمایه اضافی، نقدینگی یا سایر اقدامات نظارتی برای کاهش اثرات خارجی ایجاد شده توسط موسسات سیستمی مهم است.

از سپتامبر ۲۰۱۰، ظوابط پیشنهادی سند سوم بازل نسبت‌هایی را درخواست کردند که شامل ۷ تا ۹٫۵ درصد (۴٫۵ درصد + ۲٫۵ درصد (سپر حفاظتی) + ۲ تا ۲٫۵ درصد (سپر فصلی)) برای سهام عادی و ۸٫۵ تا۱۱ درصد برای سرمایه لایه ۱ و ۱۰٫۵ تا ۱۳ درصد برای کل سرمایه بود.
در ۱۵ آوریل ۲۰۱۴، کمیته بازل نسخه نهایی چارچوب نظارتی برای اندازه‌گیری و کنترل تسهیلات و تعهدات کلان خود را منتشر کرد که بر اساس راهنمایی‌های طولانی مدت کمیته در مورد تمرکز قرار گرفتن محدوده خطر اعتباری است.
در ۳ سپتامبر ۲۰۱۴، آژانس‌های بانکی ایالات متحده شامل  فدرال رزرو، دفتر کنترل‌کننده ارز، و شرکت بیمه سپرده فدرال قانون نهایی خود را برای اجرای نسبت پوشش نقدینگی صادر کردند. این نسبت یک سنجش کوتاه‌مدت نقدینگی است که هدف آن تضمین این است که سازمان‌های بانکی مجموعه کافی از دارایی‌های نقدی را برای پوشش جریان‌های نقدی خالص در یک دوره تنش ۳۰ روزه حفظ می‌کنند.
در ۱۱ مارس ۲۰۱۶، کمیته بازل دومین پیشنهاد از سه پیشنهاد در مورد افشای عمومی معیارهای نظارتی و داده‌های کیفی توسط موسسات بانکی را منتشر کرد. این پیشنهاد مستلزم افشای ریسک بازار برای رویکرد استاندارد شده و تأیید نظارتی مدل‌های داخلی است.

### اجرا در ایالات متحده آمریکا
فدرال رزرو ایالات متحده در دسامبر ۲۰۱۱ اعلام کرد که به شکل اساسی تمام قوانین بازل ۳ را اجرا خواهد کرد.همچنین مشخص کرد که این قوانین نه فقط برای بانک‌ها بلکه برای تمام مؤسسات دارای دارایی بالاتر از ۵۰ میلیارد دلار نیز اعمال خواهند شد. این قوانین را به شرح زیر خلاصه شده‌اند:
- الزامات سرمایه و اهرمی مبتنی بر ریسک از جمله اولین برنامه‌های سالانه سرمایه، انجام آزمون‌های تنش، و کفایت سرمایه شامل نسبت مشترک سرمایه مبتنی بر ریسک بالاتر از ۵ درصد، در هر دو شرایط مورد انتظار و تحت تنش
- نقدشوندگی بازار، ابتدا بر اساس راهنمای مدیریت ریسک نقدینگی بین سازمانی صادر شده در مارس ۲۰۱۰ موسسات مالی ایالات متحده نیاز به آزمون تنش نقدینگی و تعیین محدودیت‌های کمی داخلی داشت، ولی سپس به‌طور کامل به نظام سند سوم بازل واگذار شد.
- هیئت مدیره فدرال رزرو سالانه آزمایش‌هایی را با استفاده از سه سناریو بازار اقتصادی و مالی انجام می‌دهد. موسسات تشویق به استفاده از حداقل پنج سناریو که منعکس‌کننده رویدادهای غیرمحتمل هستند، به ویژه آنهایی که توسط مدیریت غیرممکن تلقی می‌شوند، می‌شوند، اما هنوز هیچ استانداردی برای سناریوهای مفرط اعمال نمی‌شود. فقط خلاصه‌ای از سه سناریوی رسمی فدرال رزرو از جمله اطلاعات خاص شرکت، عمومی خواهد شد. اما یک یا چند آزمون تنش مدیریت کسب و کار شرکت باید هر سال با خلاصه‌های منتشر شده اجرا شوند.
- محدودیت‌های اعتباری مشتری واحد برای کاهش محدوده خطر اعتباری یک شرکت مالی تحت پوشش به مشتری واحد به عنوان درصدی از سرمایه نظارتی شرکت است. قرار گرفتن در محدوده خطر اعتباری بین بزرگترین شرکت‌های مالی مشمول محدودیت‌های سخت‌تری خواهد بود.
- در سال ۲۰۱۲  شورای حکام فدرال رزرو، پیشنهاد داد که الزامات اصلاح اولیه را برای اطمینان از اینکه ضعف‌های مالی در مراحل اولیه برطرف شوند و همچنین یک یا چند محرک اولیه برای اصلاح مانند سطوح سرمایه‌ای، نتایج آزمون تنش و ضعف‌های مدیریت ریسک -که در برخی موارد برای آینده‌نگری تنظیم شده بودند- ایجاد شود. اقدامات لازم بر اساس شدت وضعیت متفاوت خواهد بود، اما می‌تواند شامل محدودیت‌هایی در رشد، توزیع سرمایه، و جبران خسارت اجرایی و همچنین افزایش سرمایه یا فروش دارایی باشد.[۳۳]
- در آوریل ۲۰۲۰، در واکنش به دنیاگیری کووید-۱۹، فدرال رزرو کاهش موقت نسبت اهرمی تکمیلی (قابل استفاده برای مؤسسات مالی با دارایی‌های تلفیقی بیش از ۲۵۰ میلیارد دلار) را از ۳ درصد به ۲ درصد اعلام کرد که تا تاریخ ۳۱ مارس ۲۰۲۱ اعمال می‌شود.[۳۴][۳۵][۳۶]در ۱۹ مارس ۲۰۲۱، فدرال رزرو اعلام کرد که امداد اضطراری یک ساله در پایان ماه دیگر تمدید نخواهد شد.[۳۷]

از تاریخ ژانویه ۲۰۱۴، ایالات متحده با وجود تفاوت در الزامات نسبت و محاسبات، در حال اجرای بسیاری از قوانین سند سوم بازل بوده‌است.

### اجرا در اروپا
قانون اجرایی سند سوم بازل در اتحادیه اروپا بسته قانونی جدید شامل دستورالعمل الزامات سرمایه برای مقررات مصوب سال ۲۰۱۳ در مورد الزامات احتیاطی برای مؤسسات اعتباری و شرکت‌های سرمایه‌گذاری می‌باشد.
بسته قانونی جدیدی که در سال ۲۰۱۳ تصویب شد، جایگزین بخشنامه الزامات سرمایه‌ای مصوب سال ۲۰۰۶ گردید.
در ۷ دسامبر ۲۰۱۷، ماریو دراگی، رئیس وقت بانک مرکزی اروپا، اعلام کرد که اصلاحات سند سوم بازل برای بانک‌های اتحادیه اروپا به‌طور کامل انجام شده‌است.

## نقاط عطف کلیدی

### الزامات سرمایه‌ای
| تاریخ | نقاط عطف کلیدی: الزامات سرمایه‌ای                                           |
| ----- | -------------------------------------------------------------------------- |
| ۲۰۱۴  | حداقل سرمایه مورد نیاز: شروع تدریجی افزایش نرخ حداقل سرمایه مورد نیاز      |
| ۲۰۱۵  | حداقل سرمایه مورد نیاز: اجرای نرخ بالاتر حداقل سرمایه مورد نیاز به‌طور کامل |
| ۲۰۱۶  | سپر حفاظتی: شروع تدریجی استفاده از سپر حفاظتی                              |
| ۲۰۱۹  | سپر حفاظتی:اجرای کامل سپر حفاظتی                                           |

### نسبت اهرمی
| تاریخ | نقاط عطف کلیدی: نسبت اهرمی                                                                         |
| ----- | -------------------------------------------------------------------------------------------------- |
| ۲۰۱۱  | دیده‌بانی نظارتی: توسعه الگوهایی برای پیگیری نسبت اهرمی و اجزای پایه‌ای                              |
| ۲۰۱۳  | اجرای موازن نخست: نسبت اهرمی و اجزای آن توسط ناظرین پیگیری می‌شود اما افشا نمی‌شود و اجباری نمی‌باشد. |
| ۲۰۱۵  | اجرای موازن دوم: نسبت اهرمی و اجزای آن توسط ناظرین پیگیری و افشا می‌شود اما اجباری نیست.            |
| ۲۰۱۷  | تعدیل نهایی: بر اساس نتایج دوره اجرای موازن، نسبت اهرمی تنظیم نهایی شد.                            |
| ۲۰۱۸  | الزام اجباری: نسبت اهرمی به بخشی اجباری از الزامات سند سوم تبدیل می‌شود.                            |

### الزامات نقدشوندگی
| تاریخ | نقاط عطف کلیدی: الزامات نقدشوندگی |
| ----- | --- |
| ۲۰۱۱  | دوره بررسی: تدوین الگوها و نظارت و گزارش‌دهی بر نسبت‌های نقدینگی |
| ۲۰۱۵  | معرفی نسبت پوشش نقدینگی: معرفی اولیه این نسبت با نیاز ۶۰ درصد. این میزان تا سال ۲۰۱۹ هر سال ده درصد افزایش خواهد یافت. و در اتحادیه اروپا در سال ۲۰۱۸ به ۱۰۰ درصد خواهد رسید. |
| ۲۰۱۸  | معرفی نسبت NSFR: نسبت خالص تأمین مالی پایدار معرفی شد. |
| ۲۰۱۹  | نسبت پوشش نقدینگی به‌طور کامل اجرا می‌شود: نسبت پوشش نقدینگی ۱۰۰ درصد مورد انتظار است.                                                                                          |

## تجزیه و تحلیل اثر سند سوم بازل
در ایالات متحده الزامات سرمایه‌ای بالاتر منجر به انقباض و کسادی در تجارت و تعداد نیروهای شاغل در طبقات تجاری شده‌است.

### تاثیرات اقتصادی کلان
مطالعه‌ای که توسط سازمان همکاری و توسعه اقتصادی در ۱۷ فوریه ۲۰۱۱ منتشر شد، رشد اقتصادی تأثیر میان مدت اجرای سند سوم بازل در محدوده منفی ۰٫۰۵ درصد تا منفی ۰٫۱۵ درصد در سال برآورد کرد. تولید اقتصاد عمدتاً تحت تأثیر گسترش وام بانکی قرار می‌گیرد، و بانک‌ها نیز افزایش هزینه‌های تأمین مالی بانکی به دلیل الزامات سرمایه‌ای بالاتر به مشتریان خود واگذار می‌کنند. برای برآوردن الزامات سرمایه‌ای که ابتدا در سال ۲۰۱۵ قرار به اجرای آن بود، تخمین زده شد که بانک‌ها حاشیه سود وام بانکی خود را به‌طور متوسط به اندازه ۱۵ واحد نقطه مبنا افزایش دهند. الزامات سرمایه‌ای از سال ۲۰۱۹ (۷ درصد برای سرمایه عادی لایه ۱، ۸٫۵ درصد برای سرمایه لایه ۱) می‌تواند حاشیه سود وام بانکی را تا حدود ۵۰ واحد نقطه مبنا افزایش دهد. تا جایی که سیاست پولی دیگر محدود به صفر کران پایین نباشد، می‌توان با کاهش (یا افزایش تأخیری) در نرخ سیاست‌های پولی حدود ۳۰ تا ۸۰ واحد نقطه مبنا، تأثیر اجرای سند سوم بازل بر تولید اقتصاد جبران شود.
علاوه بر این سند سوم بازل به علت تأثیرگذاری منفی بر ثبات سیستم مالی که به واسطه افزایش انگیزه بانک‌ها برای سوءاستفاده از چارچوب نظارتی صورت می‌گرفت مورد انتقاد واقع شد.

### نقد و انتقاد
اندیشکده‌هایی مانند شورای جهانی بازنشستگی استدلال کرده‌اند که سند سوم بازل صرفاً پایه نظارتی موجود سند دوم بازل را بدون زیر سؤال بردن اصول اصلی آن گسترش و توسعه داده‌است، به خصوص اتکای روزافزون به ارزیابی‌های استانداردشده ریسک اعتباری که توسط دو بنگاه بخش خصوصی یعنی مودیز اینوستور سرویس و استاندارد اند پورز عرضه می‌شود، بنابراین از سیاست‌های عمومی برای تقویت شیوه‌های انحصاری و عملکردهای ضد رقابتی استفاده می‌کنند. رتبه‌بندی‌های اعتباری متناقض و غیرقابل اعتماد این بنگاه‌ها عموماً به عنوان یکی از عوامل اصلی ایجاد حباب مسکن در ایالات متحده آمریکا محسوب می‌شوند. همچنین جامعه علمی و دانشگاهی از سند سوم بازل برای اجازه دادن به بانک‌های بزرگ برای محاسبه ریسک اعتباری با استفاده از روش‌های داخلی و تعیین الزامات سرمایه‌ای کلی و بسیار کم انتقاد کرده‌اند.
برخورد غیرشفاف با تمامی قراردادهای مشتقه نیز مورد انتقاد واقع شده‌است. در حالی که مؤسسات دلایل مشروع و قانونی متعددی برای کاهش ریسک مثل پوشش ریسک و بیمه برای معامله در مشتقات دارند، سند سوم بازل بیان می‌دارد:
- با بیمه‌کنندگان و بیمه‌شوندگان به‌طور یکسان رفتار کنید، حتی اگر بیمه‌کنندگان ریسک‌های متمرکز بیشتری را متحمل شوند که انتظار می‌رود بدون مقرارت به قاعده جبران کنند.
- سازمان‌ها را ملزم به بررسی همبستگی همه ریسک‌های داخلی خود نکنید.
- از مؤسسات برای بیرونی‌سازی سیستماتیک یا تهاجمی و بازاریابی متناقض ریسک، مالیات یا هزینه‌ای دریافت نکنید. به استثنا نیاز به کشف منظم مشتقات در شرایط بحرانی و نگهداری دقیق‌تر سوابق

از آنجایی که مشتقات، مجهولات عمده‌ای را در یک بحران نمایان می‌سازند، توسط برخی از منتقدان به عنوان عیب عمده تلقی می‌شود و حتی باعث شده عده‌ای ادعا نمایند تا زمانی که با اغماض با معامله‌گران عمده مشتقات، که با علم به شدت خطر کار خود، به آن ادامه می‌دهند، برخورد شود، همچنان وضعیت بیش از حد بزرگ‌شده برای ورشکسته شدن می‌تواند مشکل‌زا باشد. از آنجایی که سند سوم بازل مطلقاً الزامی برای گنجاندن سناریوهای افراطی که مدیریت صراحتاً آن‌ها را رد کرده در آزمون تنش ندارد، این موضوع به عنوان نقطه ضعف باقی خواهد ماند.
استدلال برخی از منتقدان این است که مقررات‌گذاری برای سرمایه‌گذاری ذاتاً به دلیل این نوع از مشکلات و سایر مشابه بدون نتیجه است و موافقند که وضعیت بیش از حد بزرگ‌شده برای ورشکسته شدن همچنان ادامه خواهد داشت.
سند سوم بازل دلیل تحمیل دیوان‌سالاری و نحوه بازدارندگی ریسک،  توسط بانک‌های مستقر در سازمان مالیه بین‌الملل و انجمن جهانی بانکی واقع در واشینگتن، دی.سی. مورد انتقاد قرار گرفته است که استدلال می‌کنند این مسئله هم به تجارت و هم به رشد اقتصادی لطمه وارد می‌کند.  انجمن بانکداران آمریکا، بانک‌های محلی سازماندهی شده در جامعه مستقل بانکداران آمریکا و سایرین در اظهار نظرهای خود مخالفتشان را با سند سوم بازل به شرکت بیمه سپرده فدرال اعلام کردند،  و گفتند که پیشنهادهای سند سوم بازل، در صورت اجرایی شدن، به بانک‌های کوچک با افزایش چشم‌گیر سرمایه‌شان در وام رهنی و کسب‌وکارهای کوچک آسیب خواهد رساند.
رابرت رایش، وزیر کار سابق ایالات متحده و استاد اقتصاد در دانشگاه کالیفرنیا، برکلی، استدلال کرده است که سند سوم بازل به اندازه کافی برای تنظیم بانک‌ها موثر واقع نشد، زیرا به اعتقاد وی، مقررات ناکافی دلیل بحران مالی جهانی بود امری که با وجود شدت تأثیر 	رکود بزرگ مالی، همچنان یک موضوع لاینحل باقی مانده است. در سال ۲۰۱۹، مایکل بری، سرمایه‌گذار آمریکایی، سند سوم بازل را به دلیل آنچه که او آن را کشف قیمت از بازارهای اعتباری به این معنی که که ریسک دیگر در مکانیسم قیمت‌گذاری در نرخ‌های بهره نقش دقیقی ندارد، مورد انتقاد قرار داد.
پیش از تصویب سند سوم بازل در سال ۲۰۱۱، مؤسسه مالیه بین‌الملل و انجمن تجارت بانکی مستقر در واشینگتن، دی.سی.، در مخالفت با اجرای این توافق‌ها استدلال ‌کرد که منجر به آسیب به بانک‌ها و رشد اقتصادی خواهند شد. انجمن بانکداران آمریکا،  بانک‌های محلی سازماندهی شده در جامعه مستقل بانکداران آمریکا و برخی از لیبرال‌ترین دموکرات‌های کنگره ایالات متحده، از جمله کل هیئت کنگره مریلند به همراه سناتورهای دموکرات و 	جمهوری‌خواه، در نظرات ارائه شده به شرکت بیمه سپرده فدرال، مخالفت خود را با سند سوم بازل اعلام کرده و گفتند که پیشنهادهای بازل 3، در صورت اجرایی شدن، به بانک‌های کوچک با افزایش چشم‌گیر سرمایه‌شان در وام‌های  رهنی و کسب‌وکارهای کوچک آسیب خواهد رساند.
در ژانویه 2013،  بانکداری جهانی موفق شد قوانین بازل 3 را تسهیل کند، زمانی که کمیته بازل نه تنها برنامه اجرایی را تا سال 2019 تمدید کرد، بلکه تعریف دارایی های نقد را گسترش داد. در دسامبر 2017، نهاد نظارتی کمیته بازل، گروه روسای بانک مرکزی و روسای نظارت، اجرای چارچوب ریسک بازار را از سال 2019 تا 1 ژانویه 2022 تمدید کردند. در مارس 2020، اجرای سند سوم بازل: نهایی کردن اصلاحات پس از بحران، چارچوب ریسک بازار، و الزامات بازبینی شده برای افشای رکن 3 یک سال،  یعنی تا 1 ژانویه 2023 تمدید شد.